# Среднеазиатский экономический район
Среднеазиа́тский экономический район — один из 19 экономических районов СССР, состоял из четырёх среднеазиатских республик:
1. Киргизская ССР (сейчас — Кыргызстан)
2. Таджикская ССР (сейчас — Таджикистан)
3. Туркменская ССР (сейчас — Туркменистан)
4. Узбекская ССР (сейчас — Узбекистан)

Население — 31 337 тыс. чел. (1987).
Основные отрасли специализации — использующие местные ресурсы: добыча газа, цветная металлургия, химическая, лёгкая и пищевая промышленность.
Сельское хозяйство: основная хлопковая и шелководческая база страны. Овцеводство.